# ウィットマン郡 (ワシントン州)
ウィットマン郡（英: Whitman County、ホイットマンという表記もある）は、アメリカ合衆国ワシントン州の南東部に位置する郡である。人口は4万7973人（2020年） 。郡庁所在地はコルファックスであり、人口最大の都市は郡人口の3分の2が住んでいるプルマンである。プルマンには州の公有地を供与されたワシントン州立大学がある。
ウィットマン郡は1871年11月29日にスティーブンス郡から分離して設立された。郡名は長老派教会の伝道師マーカス・ホイットマンに因んで名付けられた。ホイットマンは妻のナーシサと共にオレゴン・トレイルの発展に寄与したが、1847年にカイユース族インディアンのために殺された。

## 地理

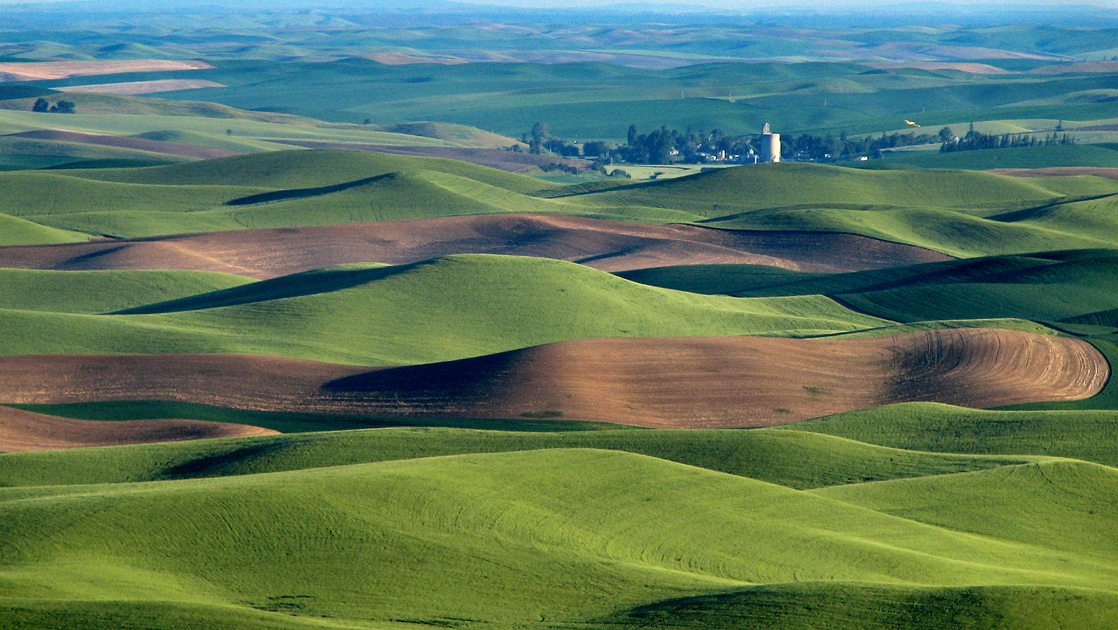
パルース

アメリカ合衆国国勢調査局に拠れば、郡域全面積は2,178平方マイル (5,640 km2)であり、このうち陸地は2,159平方マイル (5,593 km2)、水域は18平方マイル (47 km2)で水域率は0.84％である。コロンビア川中流域にある広くうねったプレーリーのような地形であるパルースの中にある。

### 特徴的な地形
川
- スネーク川
- パルース川
  - ユニオンフラット・クリーク
  - ロック・クリーク
  - パイン・クリーク

湖と貯水池
- ハーバート・G・ウェスト湖、ローワー・モニュメンタル・ダム（標高165メートル）によってできた人造湖
- ブライアン湖、エノック・A・ブライアンに因む命名、リトルグース・ダム（標高195メートル）によってできた人造湖
- ローワー・グラナイト湖、ローワー・グラナイト・ダム（標高223メートル）によってできた人造湖
- ロック湖（位置座標：47°11'03"N 117°40'55"W、標高523メートル）

山
- テコア山（位置座標：47°15'30"N 117°05'23"W、標高1222メートル） - 最高地点
- カミアク・ビュート（位置座標：46°51'44"N 117°10'00"W、標高1110メートル）
- ステップトー・ビュート（位置座標：47°01'56"N 117°17'49"W、標高1101メートル）
- ボールド・ビュート（位置座標：46°38'00"N 117°05'16"W、標高1027メートル）

著名な公園
- ステップトー・ビュート公園（位置座標：47°01'56"N 117°17'54"W、標高1089メートル）
- カミアク・ビュート郡立公園（位置座標：46°51'55"N 117°09'48"W、標高960メートル）
- パローズフォール州立公園（位置座標：46°40'00"N 118°13'25"W、標高282メートル）
- セントラルフェリー州立公園（位置座標：46°37'46"N 117°48'32"W、標高198メートル）

#### 隣接する郡

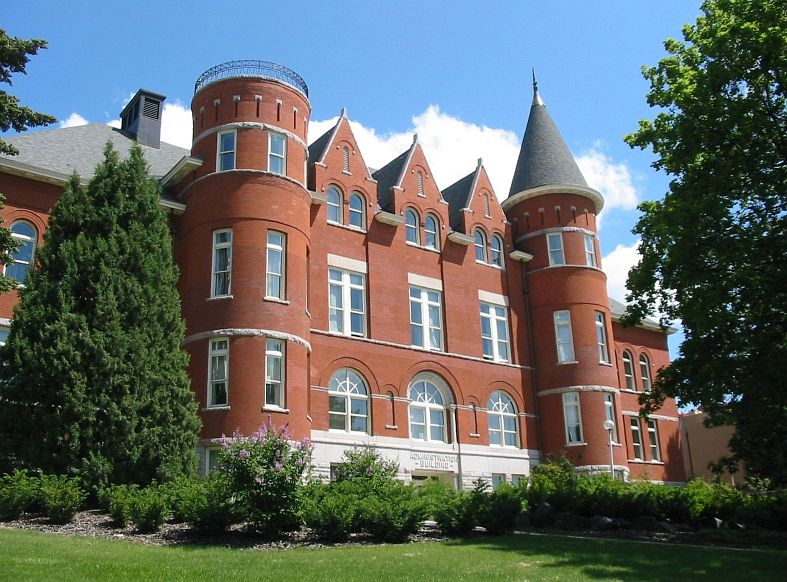
ワシントン州立大学のトンプソンホール

- スポケーン郡 - 北
- ベネワ郡 (アイダホ州) - 北東
- レイタ郡 (アイダホ州) - 東
- ネズパース郡 (アイダホ州) - 南東
- アソティン郡 -  南、南東
- ガーフィールド郡 - 南
- コロンビア郡 - 南
- フランクリン郡 - 南西
- アダムズ郡 - 西
- リンカーン郡 - 北西

### 主要高規格道路
| - - アメリカ国道195号線 - - ワシントン州道23号線 - - ワシントン州道26号線 - - ワシントン州道27号線 | - - ワシントン州道127号線 - - ワシントン州道270号線 - - ワシントン州道271号線 - - ワシントン州道272号線 |

## 人口動態
以下は2000年の国勢調査による人口統計データである。
| 基礎データ - 人口: 40,740人 - 世帯数: 15,257 世帯 - 家族数: 8,055 家族 - 人口密度: 7人/km2（19人/mi2） - 住居数: 16,676軒 - 住居密度: 3軒/km2（8/mi2） 人種別人口構成 - 白人: 88.07% - アフリカン・アメリカン: 1.53% - ネイティブ・アメリカン: 0.73% - アジア人: 5.55% - 太平洋諸島系: 0.27% - その他の人種: 1.22% - 混血: 2.63% - ヒスパニック・ラテン系: 2.99% 先祖による構成 - ドイツ系：21.9％ - イギリス系：9.8％ - アイルランド系：8.6％ - アメリカ人：8.3％ - ノルウェー人：6.6％ 年齢別人口構成 - 18歳未満: 18.1% - 18-24歳: 32.6% - 25-44歳: 24.0% - 45-64歳: 16.0% - 65歳以上: 9.2% - 年齢の中央値: 25歳 - 性比（女性100人あたり男性の人口） - 総人口: 102.5 - 18歳以上: 101.9 | 世帯と家族（対世帯数） - 18歳未満の子供がいる: 24.6% - 結婚・同居している夫婦: 44.2% - 未婚・離婚・死別女性が世帯主: 6.2% - 非家族世帯: 47.2% - 単身世帯: 29.4% - 65歳以上の老人1人暮らし: 7.1% - 平均構成人数 - 世帯: 2.31人 - 家族: 2.91人 収入と家計 - 収入の中央値 - 世帯: 28,584米ドル - 家族: 44,830米ドル - 性別 - 男性: 33,381米ドル - 女性: 27,046米ドル - 人口1人あたり収入: 15,298米ドル - 貧困線以下 - 対人口: 25.6% - 対家族数: 11.0% - 18歳未満: 16.5% - 65歳以上: 5.5% |

## 農業と事業
大麦、小麦、レンズマメなどを生産している。ウィットマン郡の農業生産性は高い。
プルマン市にはシュバイツァー・エンジニアリング・ラボラトリーがある。

## 統計処理される自治体

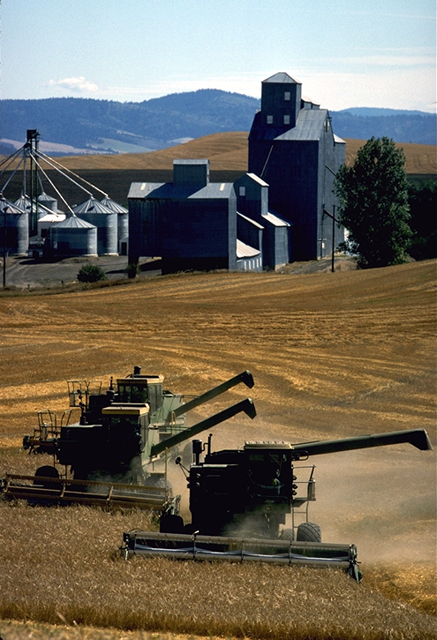
郡内の農園

下記のリストでコルファックスとプルマン以外は全て人口1,000人未満の都市あるいは町である。
| - アルビオン - コルファックス - 郡庁所在地 - コルトン - エンディコット - ファーミントン - ガーフィールド - ラクロス - ラモント - マルデン | - オークスデール - パローズ - プルマン - 人口最大の都市 - ロザリア - セントジョン - ステップトー - テコア - ユニオンタウン |

### その他の町
| - ベルモント - ダイアモンド - ダスティ - イーワン - ヘイ | - フーパー - ジョンソン - ソーントン - ウィノナ |

### ゴーストタウン
- エルバートン

## 政治
ウィットマン郡は伝統的に共和党の地盤と考えられている。アメリカ合衆国下院にはワシントン州第5選挙区に属し共和党議員を送り出している。1964年アメリカ合衆国大統領選挙で、共和党のバリー・ゴールドウォーターが勝利した州内3郡の1つだった。この選挙以降1976年の選挙を除いて全て当選した候補者を選び続けている。リチャード・ニクソン、ロナルド・レーガン、ビル・クリントン、ジョージ・W・ブッシュは全て2回とも勝利した。2008年の選挙ではバラク・オバマが投票総数の51.57％を獲得した。